# Milan Piroćanac
Milan Piroćanac (v srbské cyrilici Милан Пироћанац, 7. ledna 1837, Jagodina, Srbsko – 1. března 1897, Bělehrad, Srbsko) byl srbský politik, právník a v letech 1880–1883 i premiér.

## Život
Jak již příjmení Milana Piroćance naznačuje, pocházela jeho rodina z okolí Pirota v jihovýchodní části Srbska. Milan studoval v Kragujevaci a později v Bělehradě. Práva vystudoval v Paříži. Poté strávil nějaký čas také v Heidelbergu v Německu.
Po návratu do vlasti získal zaměstnání na srbském ministerstvu zahraničí, kam ho doporučil přímo tehdejší ministr Ilija Garašanin. Poté, co byl král Michal III. Obrenović zavražděn, a byla zřízena regentská rada, musel ze svého postu odejít a nějakou dobu pracoval v soudnictví ve městě Gornji Milanovac. Tam se setkal s Jovanem Ristićem, vůdcem srbských liberálů, který se stal později jeho hlavním politickým protivníkem.
V 70. letech byl soudcem srbského kasačního soudu. V letech 1874–1875 zastával pozici ministra zahraničí ve vládě Jovana Marinkoviće. O pět let později se stal předsedou pokrokové strany, kterou založil.[zdroj?] On sám představoval klíčovou osobnost tzv. mladokonzervativního proudu v srbské politice. Ten usiloval o uvedení demokratických principů v zemi, nicméně s tím omezením, že prostý nevzdělaný lid nemůže zemi sám řídit; toto právo musí zůstat vzdělanému okruhu lidí a především králi.
Piroćanac byl jmenován králem za premiéra v roce 1880 poté, co z funkce odstoupil dlouhodobý předseda liberálů, Jovan Ristić. Zastával krátce také i pozici ministra spravedlnosti a ministra vnitra. Jeho vláda se rozhodla zahájit velkolepý modernizační program, který měl za cíl Srbsko posunout blíže evropským zemím (to bylo obecné téma v srbské politice celé druhé poloviny 19. století). Piroćancovy reformy spočívaly především v zavedení povinné školní docházky, uzákonění svobody tisku, svobody shromažďování a nezávislém soudnictví. V ekonomické oblasti se jeho vláda soustředila na rozvoj infrastruktury, především výstavbu železnic. Piroćanac se také zasloužil i o reformu armády; jeho kabinet zavedl povinnou vojenskou službu.
Mnohá z těchto opatření nebyla příliš úspěšná. Na srbském venkově obyvatelstvo povinnou školní docházku bojkotovalo, rovněž scházeli v zemi učitelé, stejně tak i vhodné budovy. Dalším debaklem byl návrh ústavní reformy, který skončil de facto ještě dříve než začal, neboť vyvolal ohromnou nevoli krále.
V zahraniční politice pokračoval Piroćanac v kurzu Milana Obrenoviće; podepsal řadu dohod s Rakousko-Uherskem, které se týkaly vzájemného obchodu, ale také na druhou stranu Srbsko i pevně svázaly s Habsburskou monarchií. Později musel Piroćanac právě kvůli jedné takové, která byla podepsána jako tajná dohoda, rezignovat.
Až do roku 1886 zastával pozici předsedy Srbské pokrokové strany, poté se stáhl z politiky.